# Гуманенко Володимир Полікарпович
Гуманенко Володимир Полікарпович (нар. 27 липня 1911, Скадовськ — †17 лютого 1982) — радянський воєначальник, капітан 1 ранга, Герой Радянського Союзу (1942).

## Життєпис
Народився 27 липня 1911 року у Скадовську в сім'ї робочих. У 1928 році родина переїздить до Сімферополя.
У 1933 добровільно пішов служити у військовий флот, в 1935 закінчив курси командирів торпедних катерів, а на початку війни був уже морським офіцером, з перших її днів — командиром 2 загону торпедних катерів на Балтиці.
У липні 1941 р. командир 2 дивізіону, старший лейтенант Гуманенко отримав наказ атакувати караван ворожих кораблів, до складу якого входили крейсер, ескадрений міноносець, п'ять міноносців i два торпедні катери, 2 великих транспорти, 2 міноносця потоплені торпедними катерами Володимира Гуманенка, пошкоджені 2 міноносця і баржу з танками. Перемога була настільки великою, що В. П. Гуманенку 3 квітня 1942 р. було присвоєно звання Героя.
Після війни продовжив службу в ВМФ, у 1951 р. закінчив Каспійське вище військово-морське училище, в 1956 р. — курси при Військово-морській академії.
З 1962 р. капітан першого рангу Гуманенко — в запасі, жив у Ленінграді.

## Нагороди та відзнаки
- орден Леніна
- чотири ордена Червоного Прапора
- орден Олександра Невського
- орден Червоної Зірки
- орден Вітчизняної війни 1 ступеню
- звання «Почесний громадянин міста Скадовська» (1975)

## Вшанування пам'яті
- У музеї міста Скадовська Херсонської області встановлений бюст Героя.
- Його ім'я було присвоєно морській школі ДОСААФ в місті Херсоні.
- У травні 1994 року військово-морський Андрієвський прапор був піднятий на морському тральнику ВМФ Росії «Володимир Гуманенко».